# Calyptommatus leiolepis
Calyptommatus leiolepis — вид ящірок родини гімнофтальмових (Gymnophthalmidae). Ендемік Бразилії.

## Поширення і екологія
Calyptommatus leiolepis відомі з трьох місцевостей, розташованих в басейні річки Сан-Франсиску на півночі штату Баїя. Вони живуть на піщаних дюнах, порослих сухими заростями каатинги. Ведуть нічний, наземний спосіб життя, живляться личинками комах.

## Збереження
МСОП класифікує цей вид як такий, що перебуває під загрозою зникнення. Calyptommatus leiolepis є рідкісним видом, якому загрожує знищення природного середовища.